# Samair
Samair (offiziell Sayegh Aviation Europe) war eine slowakische Charterfluggesellschaft mit Sitz in Bratislava, die ihre Flugzeuge im Wet-Leasing auch für andere Fluggesellschaften einsetzte.

## Geschichte
Die Fluggesellschaft wurde im Februar 2010 unter dem Namen Central Charter Airlines Slovakia in Bratislava gegründet. Die Aufnahme des Flugbetriebs erfolgte im Juli 2010. Der in den Vereinigten Arabischen Emiraten ansässige Konzern Sayegh Group beteiligte sich im Frühjahr 2011 mehrheitlich an der Gesellschaft. Das slowakische Tochterunternehmen erhielt am 2. Juli 2011 den Namen Sayegh Aviation Europe und firmierte anschließend nach außen unter der Marke Samair. Der Flugbetrieb wurde 2014 wegen Überschuldung eingestellt.

## Flugziele
Im Auftrag europäischer Reiseveranstalter führte Samair von Tschechien, Österreich, Ungarn und der Slowakei ausgehende IT-Charterflüge für Pauschalreisende in den Mittelmeerraum durch. Daneben setzte die Gesellschaft ihre Maschinen für Gelegenheitsdienste (Ad-hoc-Charter) innerhalb Europas ein.

## Flotte
Mit Stand Dezember 2013 bestand die Flotte der Samair aus vier Boeing 737-400.
Eine dieser Boeing 737 wurde im November 2013 von der somalischen Regierung geleast, welche die Wiederaufnahme des Flugbetriebs der Somali Airlines plante.